# Lucilius Iunior
Lucilius Iunior (* 6 n. Chr. wohl in Kampanien) war ein römischer Ritter und der Freund und Briefpartner des etwa fünf oder zehn Jahre älteren Seneca in dessen Epistulae morales. Senecas Naturales quaestiones und seine Schrift De providentia sind Lucilius gewidmet.
Lucilius war von bescheidener Herkunft. Durch einflussreiche Gönner (wie z. B. Gnaeus Cornelius Lentulus Gaetulicus) sowie eigene Begabung und Energie erlangte er den equestrischen Rang. Zunächst leistete er Militärdienst am Rhein, im Orient und in Afrika und war etwa 63/64 Prokurator auf Sizilien.
Er widmete sich dem Studium philosophischer Probleme, war schriftstellerisch tätig und verfasste ein Gedicht über den Ätna. Seine Autorschaft des Gedichtes Aetna ist jedoch unwahrscheinlich.